# Desterro (kommun)
Desterro är en kommun i Brasilien.   Den ligger i delstaten Paraíba, i den östra delen av landet, 1 500 km nordost om huvudstaden Brasília. Antalet invånare är 7 991.
Följande samhällen finns i Desterro:
- Desterro

Omgivningarna runt Desterro är huvudsakligen savann. Runt Desterro är det ganska glesbefolkat, med 42 invånare per kvadratkilometer.